# الاغتصاب خلال حرب البوسنة
أخذ العنف شكلاً يستهدف طبقات اجتماعيّة محدّدة من خلال استخدام الاغتصاب خلال حرب البوسنة. وفي حين قام الرجال من مختلف الجماعات العرقيّة باغتصاب النساء، قامت أيضاً القوات الصربية البوسنية (جيش صرب البوسنة) والجيش الصربي بعمليات اغتصاب جماعية كنوع من الإرهاب، وكجزء من برنامجهم للتطهير العرقي. يقدّر عدد النساء اللواتي تمّ اغتصابهنّ خلال تلك الحرب بـ12000 إلى 50000 امرأة.
أعلنت المحكمة الجنائيّة الدوليّة الخاصّة بيوغوسلافيا السابقة (ICTY) أن «الاغتصاب المنهجي» و«الاستعباد الجنسي» في وقت الحرب كان جريمة ضد الإنسانيّة، في المرتبة الثانية بعد جريمة الإبادة الجماعيّة. على الرغم من أن المحكمة الجنائيّة الدوليّة ليوغوسلافيا السابقة لم تعامل عمليّات الاغتصاب الجماعية على أنها إبادة جماعيّة، إلا أن الكثير منها تم الوصول إليه من خلال العمليّات المنظّمة للاغتصاب الجماعي للبوسنيين (مسلمي البوسنة)، كما أن عمليّات الاغتصاب هذه كانت جزءاً من حملة إبادة جماعيّة أكبر، وكان جيش الصرب ينفّذ سياسة الإبادة الجماعيّة ضد جماعات البوسنة المسلمة.
كانت محاكمة «دراجولوب كوناراك» (أحد أعضاء جيش صرب البوسنة)، المرة الأولى في أي فقه قضائي وطنيّ أو دوليّ التي يتم فيها إدانة شخص ما بتهمة استعمال الاغتصاب كسلاح أثناء الحرب. إن التغطية الإعلامية واسعة النطاق للفظائع التي ارتكبتها القوّات شبه العسكريّة الصربية والقوات العسكريّة الصربية ضد النساء والأطفال البوسنيين، أثارت رد فعل وإدانة دوليّة للقوات الصربية. بعد الحرب، تمّ إنتاج العديد من الأفلام الوثائقيّة حول عمليّات الافتصاب وتبعاتها، كما حازت بعض هذه الأفلام على العديد من الجوائز.

## الخلفية

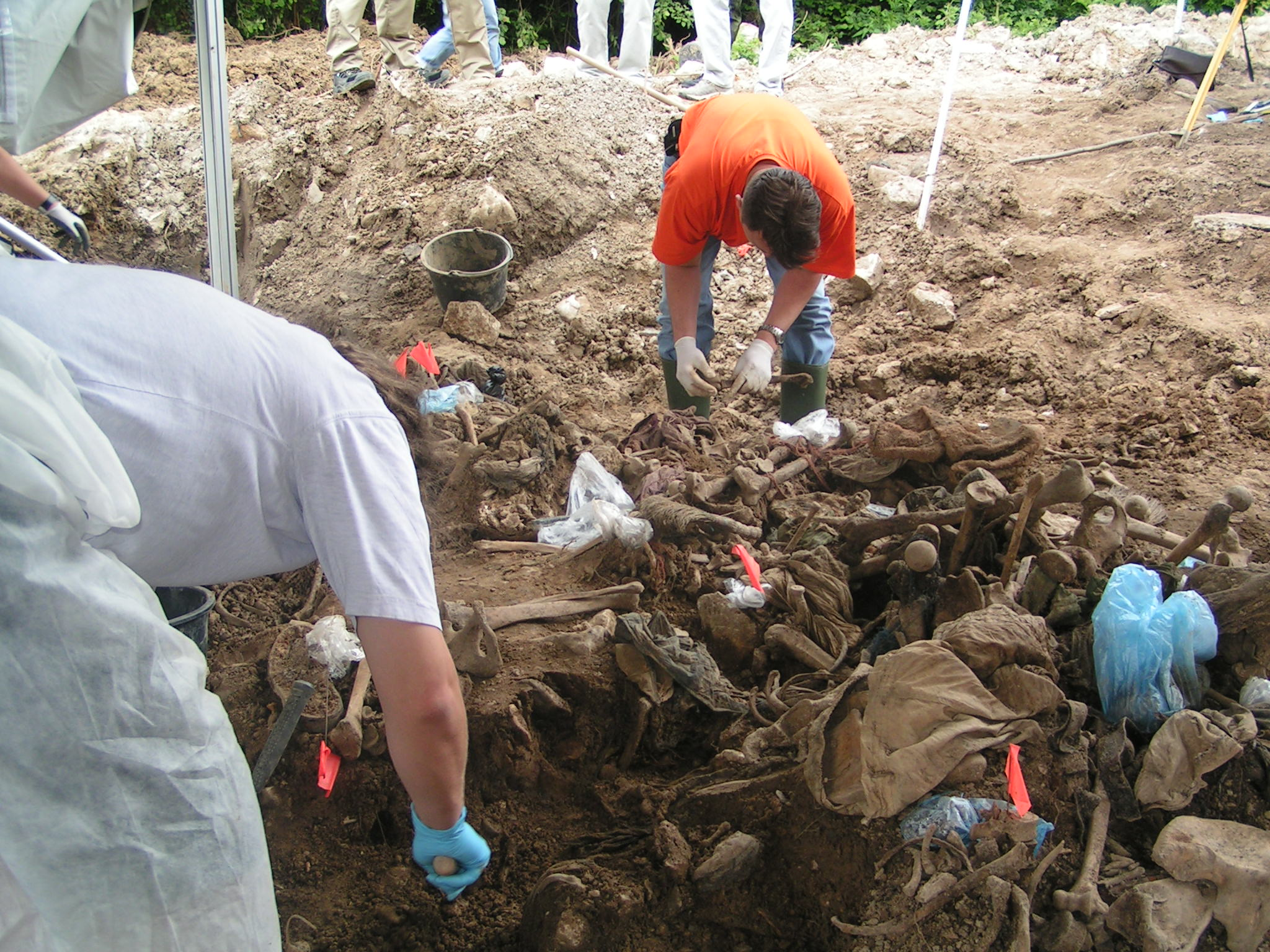
حفر مقبرة جماعية في شرق البوسنة والهرسك. تم إعدام رجال مدنيين من فوتشا بينما تم اعتقال النساء واغتصابهن بشكل متكرر على أيدي أفراد القوات المسلحة لصرب البوسنة والهرسك.

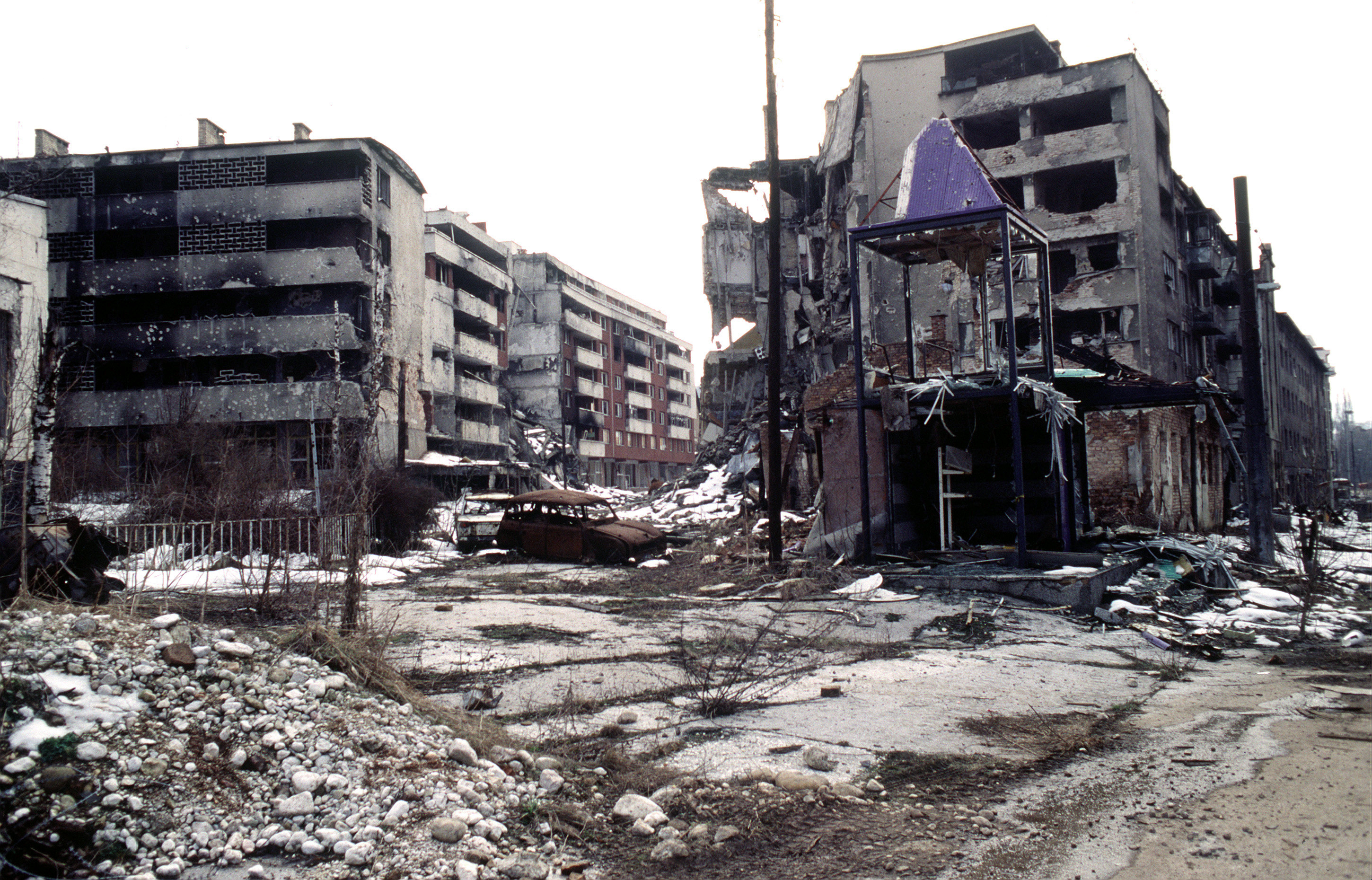
حي غربافيكا الذي مزقته الحرب في سراييفو في عام 1996 كان موقع لمعسكرات الاغتصاب خلال حرب البوسنة والهرسك وموضوع لفيلم غربافيكا الحائز على جائزة.

كانت حرب البوسنة والهرسك هي المرة الأولى التي يتم فيها الاعتراف بالاغتصاب الجماعي ومقاضاته من قبل محكمة دولية.
الاغتصاب الجماعي هو سمة من سمات الحملات التي تنطوي على التطهير العرقي والإبادة الجماعية حيث أن الهدف هو تدمير السكان المستهدفين أو إبعادهم بالقوة وضمان عدم عودتهم. ووفقا لمنظمة العفو الدولية فإن استخدام الاغتصاب في أوقات الحرب ليس نتيجة ثانوية للنزاعات ولكنه إستراتيجية عسكرية مخططة مسبقا ومدروسة. الهدف الأول لعمليات الاغتصاب الجماعي هذه هو بث الرعب في نفوس السكان المدنيين بقصد إبعادهم قسرا عن ممتلكاتهم. الهدف الثاني هو تقليل احتمالية العودة وإعادة البناء من خلال إلحاق الذل والعار بالسكان المستهدفين. قام المؤرخون مثل نيال فيرغسون بتقييم العامل الرئيسي وراء القرار رفيع المستوى باستخدام الاغتصاب الجماعي للتطهير العرقي على أنه قومية مضللة.
منذ نشأتها لم تكن جمهورية يوغوسلافيا الاتحادية الاشتراكية منبر للمشاعر القومية الداخلية وكان الأفراد الذين سعوا إلى إشعال التوترات يتعرضون لخطر السجن أو التعذيب أو الإعدام. في عام 1989 ألهب رئيس صربيا سلوبودان ميلوسيفيتش المشاعر القومية الصربية بخطاب غازيمستان الذي أشار إلى معركة قوصوه. تم إثارة مشاعر الضحية والعدوان تجاه البوشناق بحكايات مبالغ فيها عن الدور الذي لعبه عدد صغير من البوشناق في اضطهاد الصرب خلال الإبادة الجماعية التي ارتكبها أوستاشا خلال الحرب العالمية الثانية. أشارت الدعاية الصربية إلى أن البوشناق ينحدرون إلى حد كبير من الأتراك. على الرغم من حملات الكراهية التي قادتها الحكومة الصربية حاول بعض الصرب الدفاع عن البوشناق من الفظائع وكان لا بد من تهديدهم بما في ذلك الحالات التي تعلن فيها القوات بمكبرات الصوت أن «كل صربي يحمي مسلم سيُقتل على الفور».
قبل بدء النزاع كان البوشناق في شرق البوسنة والهرسك قد بدأوا بالفعل في طردهم من وظائفهم ونبذهم وتقييد حريتهم في التنقل. في بداية الحرب بدأت القوات الصربية في استهداف السكان المدنيين البوشناق. وبمجرد تأمين البلدات والقرى واصل الجيش والشرطة والقوات شبه العسكرية وأحيانا القرويون الصرب هذه الهجمات. ونُهبت منازل وشقق البوشناق أو سويت بالأرض وتم اعتقال السكان المدنيين وتعرض بعضهم للإيذاء الجسدي أو القتل خلال هذه العملية. تم فصل الرجال والنساء ثم تم احتجازهم في معسكرات الاعتقال.

## وقوع الاغتصاب
تتراوح تقديرات عدد النساء والفتيات اللواتي تعرضن للاغتصاب من 12000 إلى 50000 والغالبية العظمى منهن من البوشناق الذين اغتصبهم صرب البوسنة والهرسك. ادعى خبراء المفوضية السامية للأمم المتحدة لشؤون اللاجئين وقوع 12000 حالة اغتصاب. يقدر الاتحاد الأوروبي ما مجموعه 20000 شخص حسب زعم وزارة الداخلية البوسنية 50000. حددت لجنة الخبراء التابعة للأمم المتحدة 1600 حالة عنف جنسي.
أقامت القوات الصربية «معسكرات اغتصاب» حيث تعرضت النساء للاغتصاب بشكل متكرر ولم يطلق سراحهن إلا عند الحمل. الاغتصاب الجماعي والاغتصاب العلني أمام القرويين والجيران لم يكن نادرا. في 6 أكتوبر 1992 أنشأ مجلس الأمن التابع للأمم المتحدة لجنة خبراء برئاسة السيد شريف بسيوني. وفقا لنتائج اللجنة كان من الواضح أن الاغتصاب كان يستخدم من قبل القوات الصربية بشكل منهجي وكان يحظى بدعم القادة والسلطات المحلية. أفادت اللجنة أيضا أن بعض الجناة قالوا إنهم تلقوا أوامر بالاغتصاب. قال آخرون إن استخدام الاغتصاب كان بمثابة تكتيك للتأكد من أن السكان المستهدفين لن يعودوا إلى المنطقة. قال المهاجمون لضحاياهم إنهم سينجبون طفل من أصل عرقية المعتدي. تم احتجاز النساء الحوامل حتى فوات الأوان لإجهاض الجنين. وقيل للضحايا إنه سيتم تعقبهم وقتلهم إذا أبلغوا عما حدث. وخلصت اللجنة أيضا إلى أنه: «تم الإبلاغ عن ارتكاب جميع أطراف النزاع عمليات اغتصاب. ومع ذلك كان أكبر عدد من الضحايا المبلغ عنهم من البوشناق وكان أكبر عدد من الجناة المزعومين من صرب البوسنة والهرسك. وهناك عدد قليل من التقارير بالاغتصاب والاعتداء الجنسي بين أفراد من نفس المجموعة العرقية».
كما خلص فريق محققي الجماعة الأوروبية بما في ذلك سيمون فيل وآن واربورتون في تقريرهم لعام 1993 إلى أن الاغتصاب الذي قامت به قوات صرب البوسنة والهرسك لم يكن نتيجة ثانوية للنزاع ولكنه جزء من سياسة منهجية للتطهير العرقي وتم "ارتكابها". بنية واعية لإحباط معنويات المجتمعات وإرهابها وإخراجها من مناطقها الأصلية وإظهار قوة القوات الغازية". كما خلصت منظمة العفو الدولية وهلسنكي ووتش أثناء النزاع إلى أن الاغتصاب كان يستخدم كسلاح حرب والغرض الأساسي منه هو التسبب في الإذلال والإهانة والترهيب لضمان مغادرة الناجين وعدم عودتهم أبدا.
طوال فترة النزاع تأثرت النساء من جميع المجموعات العرقية وإن لم يكن على النطاق الذي عانى منه السكان البوشناق.
قالت شهادة من أحد الناجين من معسكر كالينوفيك (حيث تم احتجاز ما يقرب من 100 امرأة وتعرضن «للاغتصاب المتكرر») أن المغتصبين أخبروا ضحاياهم باستمرار «سوف تنجب أطفالنا. سيكون لديك شيتنيك الصغار» وأن سبب اغتصابهم كان «زرع بذور الصرب في البوسنة والهرسك». أُجبرت النساء على مواصلة الحمل والولادة. العديد من تقارير الانتهاكات أوضحت البعد العرقي لعمليات الاغتصاب.

## المواقع والإجراءات

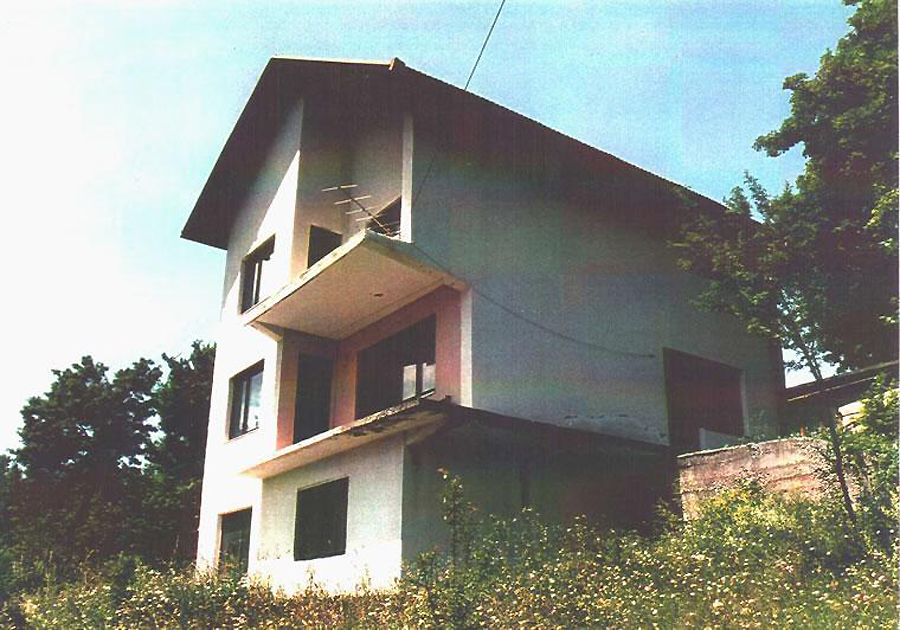
"منزل كرمان" وهو مكان تعرضت فيه النساء للتعذيب والاغتصاب بالقرب من فوتشا بالبوسنة والهرسك. (الصورة مقدمة من المحكمة الجنائية الدولية ليوغوسلافيا السابقة)

أقامت القوات الصربية المعسكرات التي حدثت فيها عمليات الاغتصاب مثل تلك الموجودة في كيراتيرم وفيلينا فلاس ومانياجا وأومارسكا وترنوبولي وأوزامنيكا وفوينو. في مايو 1992 حاصر قرويون صرب من سناجوفو وزفورنيك قرية ليبلي واستولوا عليها وحولوها إلى معسكر اعتقال. تم سجن أربعمائة شخص في عدد قليل من المنازل وتعرض المحتجزون هناك للاغتصاب والتعذيب والقتل.
على مدى خمسة أشهر بين ربيع وصيف 1992 تم احتجاز ما بين 5000 و 7000 من البوشناق والكروات في ظروف غير إنسانية في أومارسكا. في معسكر الاعتقال كان الاغتصاب والاعتداءات الجنسية وتعذيب الرجال والنساء أمر شائع. ووصفت إحدى الصحف الأحداث هناك بأنها «مكان لعربدة للقتل والتشويه والضرب والاغتصاب». كان الاغتصاب والقتل والاعتداء الجسدي أمر شائع. في معسكر ترنوبلي تم اغتصاب عدد غير معروف من النساء والفتيات من قبل جنود صرب البوسنة والهرسك وضباط الشرطة وحراس المعسكر. في معسكر أوزامنيكا ادعى أحد الشهود في محاكمة أوليفر كرسمانوفيتش المتهم بجرائم تتعلق بمذابح فيسيغراد أن المحتجزين الذكور أُجبروا في وقت ما على اغتصاب النساء.
أقيمت معسكرات اعتقال في أنحاء بلدة فوتشا التي يسيطر عليها الصرب. أثناء احتجازهن في أحد أبرز مواقع الاغتصاب في البلدة «منزل كرمان» تعرضت نساء بوشناقيات بمن فيهن قاصرات لا تتجاوز أعمارهن 12 عام للاغتصاب بشكل متكرر. أثناء محاكمة دراغوليوب كوناراك وآخرين وُصفت ظروف هذه المعسكرات بأنها «غير صحية بشكل لا يطاق» وتم التعرف على رئيس الشرطة في فوتشا دراغان غاغوفيتش على أنه أحد الرجال الذين سيزورون هذه المعسكرات حيث كان يختار النساء ويخرجهن إلى الخارج ثم يغتصبهن.
تم أخذ النساء والفتيات الذين اختارهم كوناراك أو رجاله إلى قاعدة الجنود وتعرضوا للاغتصاب. وفي أوقات أخرى تم إخراج الفتيات من مراكز الاحتجاز ووضعهن في أماكن مختلفة لفترات طويلة تحت الاستعباد الجنسي. رادومير كوفاتش الذي أدانته المحكمة الجنائية الدولية ليوغوسلافيا السابقة احتفظ بنفسه بأربع فتيات في شقته حيث أساء واغتصب ثلاث منهن عدة مرات بينما سمح أيضا لمعارفه باغتصاب إحدى الفتيات. قبل بيع ثلاث من الفتيات عين كوفاتش اثنتين منهن لجنود صرب آخرين أساءوا إليهن لأكثر من ثلاثة أسابيع.
أقامت القوات الكرواتية معسكرات اعتقال في جيليبيتشي ودريتيلي وغابيلا ورودوي وكاونيك وفيتيز وسيبا. في منشأة سيليبيتشي المشتركة التي يديرها البوسنيون والكرواتيون تعرض المدنيون الصرب لأشكال مختلفة من التعذيب والاعتداء الجنسي بما في ذلك الاغتصاب. في دريتيلي كان غالبية السجناء من المدنيين الصرب الذين تم احتجازهم في ظروف غير إنسانية بينما تم اغتصاب المحتجزات وقيل لهن أنهن سيحتجزن حتى يلدن «أوستاشا». احتُجز المدنيون الصرب والبوشناق في معسكر هيليودروم في رودوك وورد أن المعتقلين تعرضوا للاعتداء الجنسي. تعرضت النساء والفتيات الصرب للاغتصاب والتعذيب في بيوت الدعارة التي يديرها البوشناق في سراييفو.
في دوبوي فصلت قوات صرب البوسنة والهرسك الإناث عن الرجال ثم سهلت اغتصاب بعض النساء من قبل أفراد أسرتهن الذكور. تم استجواب النساء عن أقاربهم الذكور في المدينة وأُجبر ابن امرأة يبلغ من العمر 14 عام على اغتصابها.

### الرجال والفتيان
شكل أقل شهرة من الاغتصاب خلال الحرب هو الذي كان يرتكب ضد الرجال والفتيان. على الرغم من عدم تحديد عدد ملموس تشير التقديرات إلى أن حوالي 3000 اغتصبوا أثناء النزاع. ومع ذلك فمن المفترض أن المئات إن لم يكن الآلاف من الضحايا لم يتقدموا أبدا بسبب وفاتهم وكذلك بسبب وصمة العار المتعلقة بالاعتداء الجنسي. تم العثور على العديد من الضحايا الذكور تم نبذهم من مجتمعاتهم وغالبا ما يتم تجريدهم من ذكوريتهم أو اتهامهم بالمثلية الجنسية بسبب الثقافة الذكورية في الغالب في البوسنة والهرسك. ويخشى ضحايا آخرون أن يؤدي الكشف عن هويتهم إلى مزيد من الانتهاكات.
وقعت غالبية الوقائع في معسكرات الاعتقال. كما تم ارتكاب بعض هذه الجرائم في أماكن أخرى على سبيل المثال أثناء مداهمات المنازل. تنوع نطاق الإساءة على نطاق واسع. تعرض بعض الضحايا للتعذيب الجنسي بينما أُجبر آخرون على تعذيب زملائهم السجناء. وشملت الأفعال ممارسة الجنس عن طريق الفم والشرج بالإكراه وتشويه الأعضاء التناسلية والصدمات الحادة للأعضاء التناسلية.
تمحورت أسباب هذه الجرائم بشكل أساسي حول الإذلال والتأكيد على الهيمنة على الضحايا بدل من الإشباع الجنسي للجناة.
تضمنت الصدمة الناتجة عن هذه الجرائم مجموعة من مشاكل الصحة العقلية والجسدية بما في ذلك الشعور باليأس وذكريات الماضي وضعف الانتصاب وضعف النشوة الجنسية وآلام الجماع.

## ما بعد الكارثة
بعد انتهاء الأعمال العدائية مع اتفاقية دايتون لعام 1995 كانت هناك جهود متواصلة للتوفيق بين الفصائل المتعارضة. تم إيلاء الكثير من الاهتمام لضرورة فهم حقيقة ما حدث أثناء الحرب وتبديد الأساطير وتقديم القادة المسؤولين إلى العدالة وتشجيعهم على قبول ذنبهم في عمليات الاغتصاب الجماعي والفظائع الأخرى.
في أعقاب الحرب أصبحت الهوية العرقية الآن ذات أهمية اجتماعية أكبر بكثير في البوسنة والهرسك مما كانت عليه قبل عام 1992. منذ الستينيات حتى بداية الحرب كان ما يقرب من اثني عشر بالمائة من الزيجات مختلطة (بين أفراد من مجتمعات مختلفة) وكثيرا ما يشير المواطنون الشباب إلى أنفسهم على أنهم بوشناق بدل من تحديد عرقهم. بعد الحرب أصبح من الإلزامي فعليا أن يتم تحديد هوية البوشناق أو الصرب أو الكروات وكانت هذه مشكلة لأطفال ضحايا الاغتصاب عندما بلغوا سن الرشد.
وجدت دراسة طبية أجريت على 68 من ضحايا الاغتصاب الكروات والبوشناق خلال حرب 1992-1995 أن العديد منهم عانوا من مشاكل نفسية نتيجة لذلك. لم يكن لأي منهم أي تاريخ نفسي قبل الاغتصاب. بعد أن كان لدى 25 حالة اغتصاب أفكار انتحارية عانى 58 منهم من الاكتئاب بعد ذلك مباشرة و 52 كانوا لا يزالون يعانون من الاكتئاب وقت الدراسة بعد عام واحد. وتعرضت 44 امرأة للاغتصاب أكثر من مرة وتعرضت 21 منهن للاغتصاب يوميا طوال فترة أسرهن. تسعة وعشرون منهن حملن وسبعة عشر منهن أجهضن. توصلت الدراسة إلى استنتاج مفاده أن حالات الاغتصاب كانت لها «عواقب عميقة فورية وطويلة الأمد على الصحة العقلية» للنساء.
تم استخدام الاغتصاب في حرب البوسنة والهرسك «كسلاح حرب» مما أثر على الوعي المجتمعي لعامة الجمهور البوشناقي. على حد تعبير بيير بايارد: «لم ترافق عمليات الاغتصاب في البوسنة والهرسك تقدم الجيوش الصربية فحسب بل كانت أيضا نتيجة لسياسة متضافرة لاستئصال الثقافة». وبعبارة أخرى كان الاغتصاب نفسه بمثابة أداة تدنيس استراتيجي للهوية البوشناقية وأي شيء متعلق بها.
في دراسة بعنوان «الاغتصاب الجماعي: الحرب ضد النساء في البوسنة والهرسك» ألكسندرا ستيجلماير وآخرون استنتجوا:

## ردود الفعل الوطنية والدولية
في أغسطس 1992 نشرت القصص الإعلامية استخدام الاغتصاب كاستراتيجية حرب وكان من أوائل البرامج التي لفتت انتباه العالم إليها برنامج روي غوتمان مراسل نيوزداي الجماعي: المسلمون يتذكرون الهجمات الصربية والذي تم بثه في 23 أغسطس 1992.
أنشأ مجلس الأمن التابع للأمم المتحدة المحكمة الجنائية الدولية ليوغوسلافيا السابقة ردا على انتهاكات حقوق الإنسان في الحرب. أوضحت المادة 5 من ميثاق المحكمة الجنائية الدولية ليوغوسلافيا السابقة أن المحكمة لديها سلطة مقاضاة جرائم الحرب وأن الميثاق أدان بشكل خاص الاغتصاب باعتباره جريمة ويمكن توجيه الاتهام إلى الأشخاص بارتكابها.
ذكر تقرير لوكالة المخابرات المركزية الأمريكية تم تسريبه في عام 1995 أن القوات الصربية كانت مسؤولة عن 90 بالمائة من الفظائع التي ارتكبت أثناء الحرب. وتوصل تقرير أعده فريق من خبراء الأمم المتحدة برئاسة السيد شريف بسيوني إلى نفس النتيجة بحساب أن القوات الكرواتية كانت مسؤولة عن ستة في المائة من الفظائع وأن القوات البوسنية مسؤولة عن أربعة في المائة.
بعد سقوط سريبرينيتشا في يوليو 1995 أخبرت مادلين أولبرايت سفيرة الولايات المتحدة لدى الأمم المتحدة مجلس الأمن التابع للأمم المتحدة أن «مكان وجود حوالي 6000 رجل وصبي من البوشناق من سريبرينيتشا غير معروف. لكن مصيرهم لم يكن معروف. نحن لدينا معلومات كافية لاستنتاج أن صرب البوسنة والهرسك ضربوا واغتصبوا وأعدموا العديد من اللاجئين».

## الإجراءات القانونية

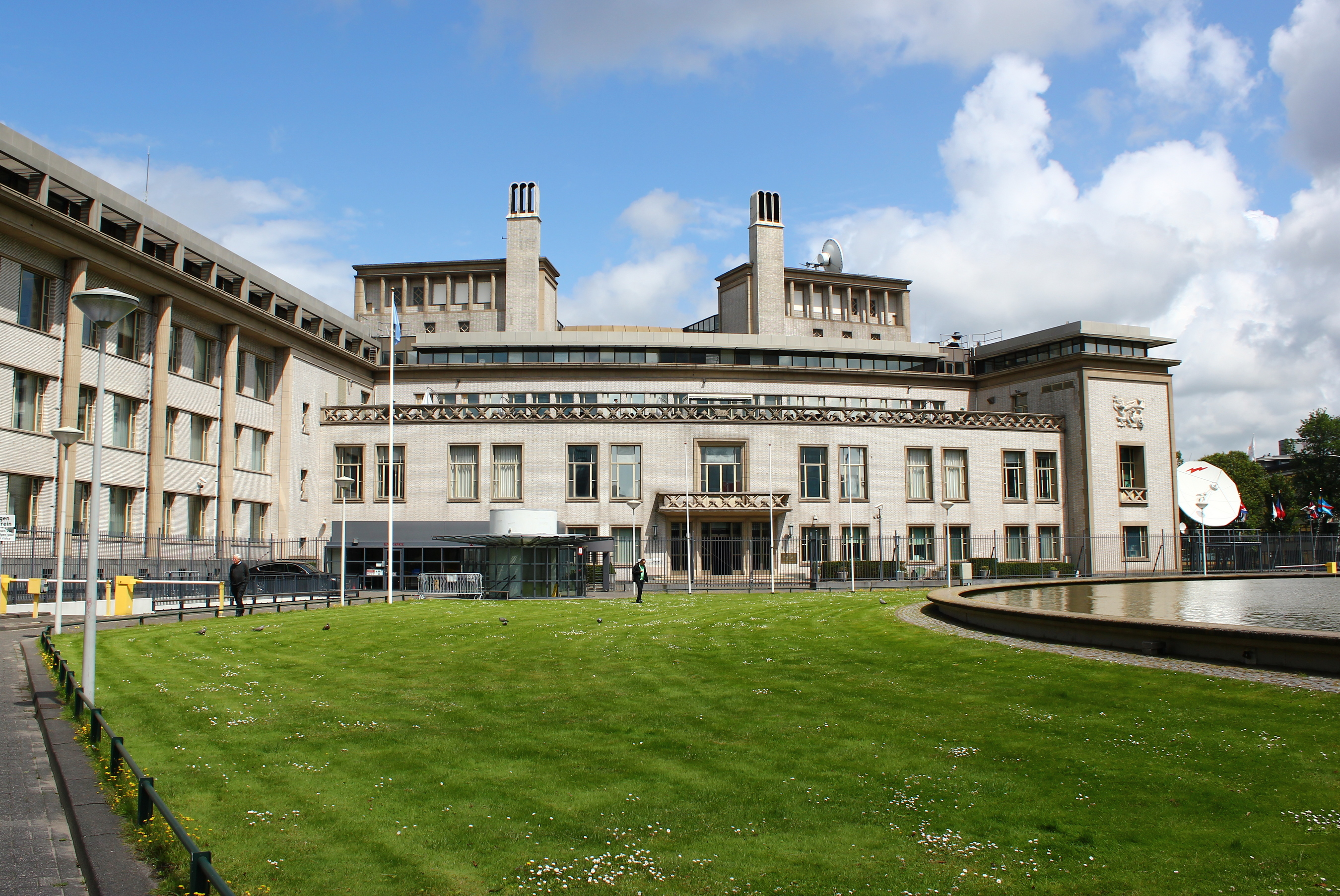
مبنى المحكمة في لاهاي.

في أوائل التسعينيات تم توجيه دعوات لاتخاذ إجراءات قانونية بشأن إمكانية حدوث إبادة جماعية في البوسنة والهرسك. شكلت المحكمة الجنائية الدولية ليوغوسلافيا السابقة سابقة مفادها أن الاغتصاب في الحرب هو شكل من أشكال التعذيب. بحلول عام 2011 كانت قد وجهت لوائح اتهام إلى 161 شخص من جميع الخلفيات العرقية بارتكاب جرائم حرب واستمعت إلى أدلة من أكثر من 4000 شاهد. في عام 1993 عرفت المحكمة الجنائية الدولية ليوغوسلافيا السابقة الاغتصاب على أنه جريمة ضد الإنسانية كما عرفت الاغتصاب والعبودية الجنسية والعنف الجنسي على أنها جرائم دولية تشكل تعذيب وإبادة جماعية.
حكم قضاة من المحكمة الجنائية الدولية ليوغوسلافيا السابقة أثناء محاكمة دراغوليوب كوناراتش ورادومير كوفاتش وميلوراد كرنويلاك أن الاغتصاب قد استخدم من قبل القوات المسلحة لصرب البوسنة والهرسك «كأداة للإرهاب». حُكم على كوناراك بالسجن 28 عام بتهمة الاغتصاب والتعذيب واستعباد النساء. كوفاتش الذي اغتصب طفلة تبلغ من العمر 12 عام ثم باعها للعبودية حكم عليه بالسجن لمدة 20 عام وعلى كرنوييلاتش بالسجن 15 عام. أعلنت المحكمة الجنائية الدولية ليوغوسلافيا السابقة أن «العربدة الجهنمية من الاضطهاد» قد حدثت في مختلف المعسكرات عبر البوسنة والهرسك.
في عام 1997 رفعت دعوى على رادوفان كاراديتش من قبل نساء بوسنيات وكروات في محكمة أمريكية بتهمة الاغتصاب الجماعي. وجد مسؤولا. تم العثور على المدعين ضحايا اغتصاب الإبادة الجماعية وحكم عليهم بتعويض قدره 745 مليون دولار.
في 26 يونيو 1996 وجهت المحكمة الجنائية الدولية الخاصة بيوغوسلافيا السابقة لائحة اتهام إلى دراغان زيلينوفيتش في سبع تهم بالاغتصاب والتعذيب كجرائم ضد الإنسانية وسبع تهم بالاغتصاب والتعذيب باعتبارها انتهاكات لأعراف وقوانين الحرب. دفع زيلينوفيتش في البداية بأنه غير مذنب ولكن خلال جلسة استماع في 17 ديسمبر 2007 قبلت المحكمة الابتدائية إقرار بالذنب في ثلاث تهم تتعلق بالتعذيب وأربع تهم بالاغتصاب كجرائم ضد الإنسانية. شارك زيلينوفيتش في الاعتداءات الجنسية على النساء في مختلف المعسكرات بما في ذلك الاغتصاب الجماعي لفتاة تبلغ من العمر 15 عام وامرأة بالغة. وحُكم عليه بالسجن 15 عام لارتكابه جرائم ضد الإنسانية واستأنف ذلك الحكم. أيدت محكمة الاستئناف الحكم الأصلي.
في 10 مارس 1997 حوكم حازم ديليتش وزينيل ديلاليتش وزدرافكو موسيتش وإساد لانداو فيما عُرف بقضية سيليبيتشي. ووجهت إليهم تهم بموجب المادة 7 (1) [هـ] والمادة 7 (3) [و] من قوانين تكنولوجيا المعلومات والاتصالات لخرقهم القوانين الإنسانية الدولية. وقعت الجرائم في معسكر سجن سيليبتشي الذي يسيطر عليه البوسنيون والكرواتيون. أُدين ديليتش باستخدام الاغتصاب كتعذيب وهو ما يعد انتهاك لاتفاقية جنيف الرابعة وأنه انتهك قوانين وأعراف الحرب. كما وجدت المحكمة أن موسيتش كان مذنب بارتكاب جرائم عندما كان قائد للمعسكر بموجب مبدأ مسؤولية القيادة وشملت هذه الفظائع المتعلقة بالنوع الاجتماعي.

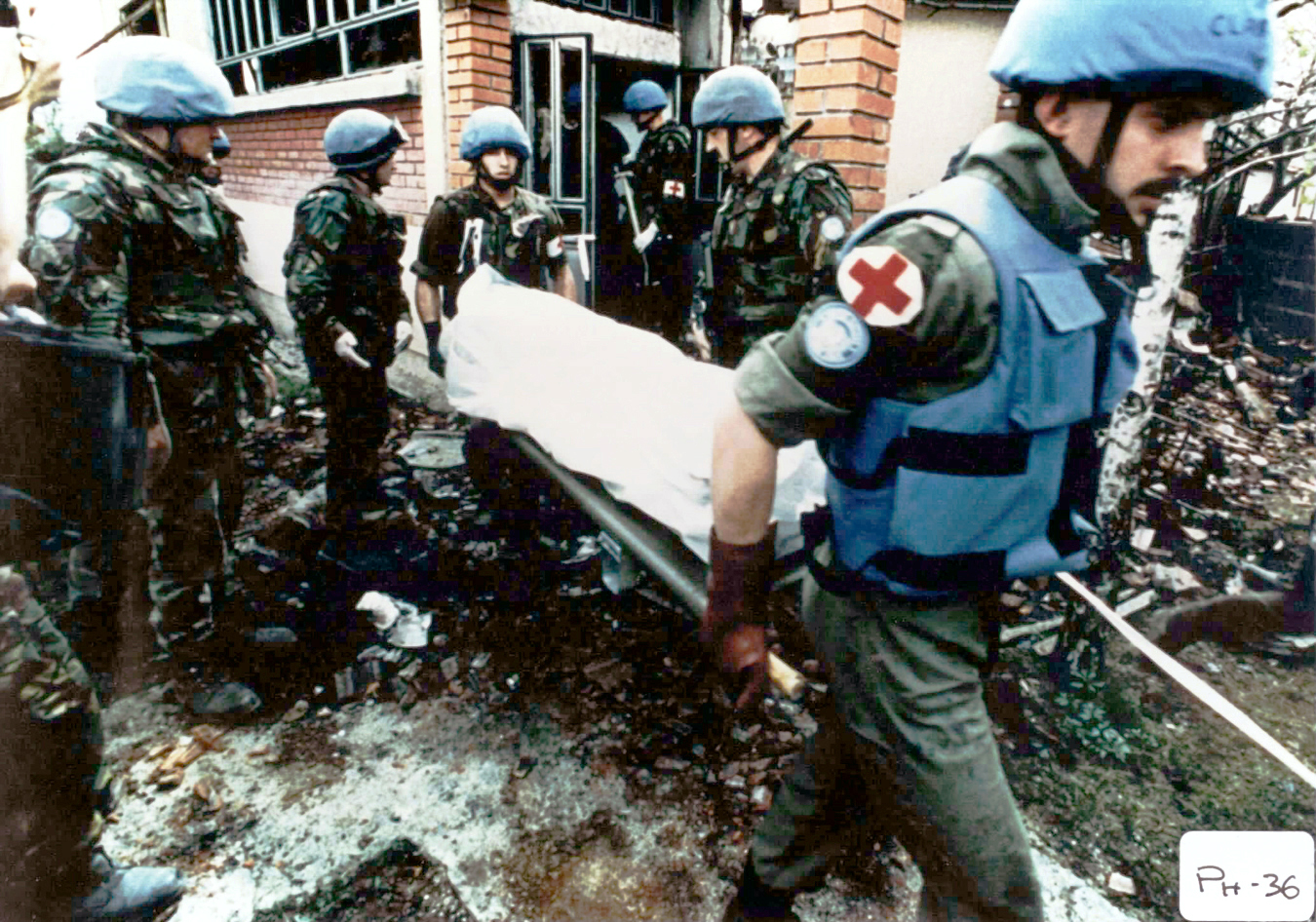
حفظة السلام التابعون للأمم المتحدة يجمعون الجثث في أعقاب مذبحة أحميتشي في أبريل 1993. (الصورة مقدمة من المحكمة الجنائية الدولية ليوغوسلافيا السابقة).

في 22 يونيو 1998 قدم أنتو فورونجيا الذي قُبض عليه في 18 ديسمبر 1997 من قبل القوات الهولندية التي كانت تعمل مع الناتو في واحدة من أقصر المحاكمات التي نظرت فيها المحكمة الجنائية الدولية ليوغوسلافيا السابقة. كانت هذه أول قضية تنظر فيها المحكمة الجنائية الدولية ليوغوسلافيا السابقة وتناولت حصريا تهم الاغتصاب. كان فورونجيا قائد كرواتي بوسني وقائد محلي للميليشيا المعروفة باسم المهرجون الذين شاركوا في التطهير العرقي في وادي لاشفا وكانوا تحت قيادة مجلس الدفاع الكرواتي. تم اتهام فورونجيا بالمسؤولية الجنائية الفردية والتي تضمنت «ارتكاب أو التخطيط أو التحريض أو الأمر أو المساعدة في التخطيط والتحضير أو التنفيذ لأي جرائم مشار إليها في المادتين الثانية والثالثة من النظام الأساسي للمحكمة». أدلى شاهد واحد اعتدى عليه فورونجيا أثناء استجوابه بمعظم الشهادات أثناء هذه المحاكمة. تعرضت للضرب وأجبرها جندي آخر على ممارسة الجنس الفموي والمهبل أثناء وجود فورونجيا. لم يتصرف فورونجيا لمنع الاعتداء على الرغم من أنه كان في موقع القيادة. وقال محامي دفاعه إن الشاهد كان يعاني من اضطراب ما بعد الصدمة وأخطأ في التعرف على المتهم. حكمت المحكمة على فورونجيا بعقوبتين بالسجن 10 و 8 سنوات في نفس الوقت بعد أن وجدته مذنب بموجب المادة 3 من حيث أنه انتهك «قوانين أو أعراف الحرب فيما يتعلق بالتعذيب والاعتداء على الكرامة الشخصية بما في ذلك الاغتصاب».
في مايو 2009 أدين يادرانكو برليتش الذي كان رئيس وزراء الجمهورية الكرواتية في البوسنة والهرسك التي نصبت نفسها في زمن الحرب بارتكاب جرائم قتل واغتصاب وطرد البوشناق. وحُكم عليه بالسجن 25 سنة.
طبقا لمارجوت والستروم الممثلة الخاصة للأمم المتحدة المعنية بالعنف الجنسي في حالات الحرب تمت مقاضاة 12 حالة فقط من بين 50.000 إلى 60.000 حالة اعتبارا من 2010. بحلول أبريل 2011 كانت المحكمة الجنائية الدولية ليوغوسلافيا السابقة قد وجهت لائحة اتهام إلى 93 رجل من بينهم 44 متهم بارتكاب جرائم تتعلق بالعنف الجنسي.
في 9 مارس 2005 تم افتتاح محكمة جرائم الحرب في محكمة البوسنة والهرسك رسميا. في البداية كانت هذه محكمة مختلطة من قضاة دوليين ومحليين وبحلول عام 2009 تم تسليم جميع الإجراءات القضائية إلى السلطات المحلية.
كان رادوفان ستانكوفيتش عضو في وحدة النخبة شبه العسكرية من فوكوفار والتي كان يقودها بيرو إليز. بعد وفاة إليز تولى ستانكوفيتش قيادة منزل كرمان الذي كان يديره كبيت دعارة. في 14 نوفمبر 2006 حاكمت المحكمة المحلية في سراييفو ستانكوفيتش وحُكم عليه بالسجن 16 عام لإرغامه النساء على ممارسة الدعارة. في 26 مايو 2007 أثناء نقله إلى مستشفى ستانكوفيتش هرب من الحجز.
حُكم على نيجو سامارجيتش بالسجن 13 عام و 4 أشهر بعد إدانته بارتكاب جرائم ضد الإنسانية. وكان قد أدين في عشر تهم أربعة منها أدين بارتكابها. وشمل ذلك الاغتصاب المتعدد والضرب والقتل وإجبار النساء على أن يصبحن رقيق جنسي. كما تم العثور على سامارجيتش مذنب بارتكاب فظائع في منزل كرمان. استأنف سامارجيتش وحُكم عليه بالسجن لمدة 24 عام بعد إدانته في تسع من لوائح الاتهام العشر.
سلم غويكو يانكوفيتش نفسه إلى السلطات في البوسنة والهرسك في 2005. نُقل إلى لاهاي لمحاكمته لكن المحكمة الجنائية الدولية ليوغوسلافيا السابقة أعادته إلى البوسنة والهرسك لمحاكمته أمام المحكمة المحلية. ووجهت إليه تهمة انتهاكات حقوق الإنسان والمساعدة والتحريض وإصدار أوامر خلال هجوم على السكان غير الصرب أسفر عن قتل واعتداء جنسي على أشخاص من غير الصرب وأغلبهم من نساء وفتيات البوشناق. وحُكم عليه بالسجن 34 عام بعد إدانته.
أدين دراغان داميانوفيتش (24 عام في السجن) بارتكاب جرائم حرب بما في ذلك القتل والتعذيب والاغتصاب.
حكم على مومير سافيتش بالسجن 18 عام في يوليو 2009 لارتكابه جرائم عندما كان قائدا للجيوش الصربية «لواء فيسيغراد». وأدين بتهمة اغتصاب امرأة بوسنية متكررة وإحراقها عمدا ونهبها وتنفيذ إعدامات.
في 12 يناير 2009 حُكم على زيليكو ليليك بالسجن 13 عام لارتكابه جرائم ضد الإنسانية من بينها الاغتصاب. ليليك الذي كان ضابط شرطة في ذلك الوقت أدين بسبب أفعال قام بها خلال مذابح فيسيغراد.
ميودراغ نيكاسيفيتش ضابط شرطة من فوتشا وجهت إليه لائحة اتهام من قبل المحكمة المحلية في عام 2007 بارتكاب جرائم ضد الإنسانية في عام 1992. وكانت لائحة الاتهام الموجهة ضده من تهمتي اغتصاب. في أبريل 1992 قام نيكايفيتش الذي كان يرتدي زي عسكري ومسلح بسرقة واغتصاب امرأة بالقوة. وكانت التهمة الثانية هي الإساءة إلى امرأة أخرى واغتصابها في يوليو 1992 في فوتشا. أثناء المحاكمة قدم الدفاع عشرة شهود زعموا أن نيكايفيتش لم يشارك في أي جرائم حرب وكان يخاطر بسلامته في بعض الأحيان لمساعدة الآخرين. وأدين في 19 فبراير 2009 وحكم عليه بالسجن 8 سنوات لاغتصاب كلتا المرأتين وللمساعدة والتحريض على اختطاف واعتقال غير قانوني لمدني من البوشناق قُتل لاحقا في مكان غير معروف. وُجهت لائحة اتهام إلى ميلوراد كرنوييلاتش ويانكو يانييتش ودراغان غاغوفيتش وآخرين في عام 1992 لانتهاكات حقوق الإنسان التي ارتكبت أثناء التطهير العرقي لفوتشا. تضمنت لائحة الاتهام تهمة الاغتصاب.
أُدين أنتي كوفاتش الذي كان قائد للشرطة العسكرية في مجلس الدفاع الكرواتي في 25 مارس 2008 بارتكاب جرائم حرب ضد البوشناق في بلدية فيتيس في عام 1993. وشملت التهم مزاعم بارتكاب جرائم اغتصاب في معسكرات الاعتقال في المنطقة. تم تبرئة كوفاتش من تهمة اغتصاب لكنه أدين في أخرى. وحُكم عليه بالسجن 9 سنوات.
حُكم على فيسلين فلاهوفيتش المعروف أيضا باسم «باتكو» أو «وحش غربافيتسا» بالسجن لمدة 45 عام في مارس 2013 بعد إدانته بأكثر من ستين تهمة بما في ذلك قتل واغتصاب وتعذيب مدنيين من البوسنة والكروات أثناء حصار سراييفو. كان حكم فلاهوفيتش هو الأطول حكم وأطول قليلا من حكم سانكو كوييتش الذي حُكم عليه - في وقت سابق من عام 2013 - بالسجن 43 عام لدوره في مذبحة سريبرينيتشا.

## في الثقافة الشعبية
غربافيكا هو فيلم روائي طويل من إخراج ياسميلا جبانيتش. تدور أحداث الفيلم في سراييفو بعد الحرب ويركز على أسماء وهي أم عزباء وابنتها سارة التي تكتشف أنها طفلة حرب لأن والدتها تعرضت للاغتصاب. حاز الفيلم على جائزة الدب الذهبي لعام 2006 في الدورة 56 لمهرجان برلين السينمائي الدولي. كتب أبانيك أيضا وأخرج فيلم وثائقي قصير عن الحرب في عام 2000 بعنوان الأحذية المطاطية الحمراء. في أرض الدم والعسل من إخراج أنجلينا جولي يتناول أيضا موضوع الاغتصاب في زمن الحرب. المهجورة هو فيلم بوسني عام 2010 من إخراج أديس باكراتش وكتبه زلاتكو توبتشيتش وهو قصة صبي من دار للأيتام يحاول معرفة حقيقة أصوله بمعنى أنه طفل تعرض للاغتصاب. يدور فيلم «المنقذ» الحربي لعام 1998 حول مرتزقة أمريكية ترافق امرأة صربية إلى منطقة آمنة تابعة للأمم المتحدة بعد أن اغتصبها جندي بوسني وحملها.
فيلم استدعاء الأشباح هو فيلم وثائقي عن امرأة بوسنية وامرأة كرواتية نجت كلتاهما من الاغتصاب والتعذيب في أومارسكا. وينتهي الفيلم بإدلاء المرأتين بشهادتهما في لاهاي. جئت إلى الشهادة هو فيلم وثائقي من إنتاج بي بي إس ويغطي قصة ستة عشر امرأة سجنتهن القوات الصربية في فوتشا وشهدن فيما بعد ضد مهاجميهن في المحكمة الجنائية الدولية ليوغوسلافيا السابقة.
مسرحية باسم الأب هي إنتاج نمساوي بوسني مشترك قدمه المسرح الوطني في توزلا وشركة إنتاج مجموعة ألفا. المسرحية عبارة عن قطعة رقص وثائقي من إخراج داريل طولون. كان الممثلين من البوسنة والهرسك والنمسا.
أفلام وثائقية صوتية
بي بي سي - فقط واحدة باكيا، وثائقي إذاعي عن جمعية النساء ضحايا الحرب